# Bangkok University Stadium
Das Bangkok University Stadium (Thai สนามกีฬามหาวิทยาลัยกรุงเทพ) ist ein Fußballstadion mit Leichtathletikanlage im thailändischen Landkreis Khlong Luang der Provinz Pathum Thani. Die Anlage hat ein Fassungsvermögen von 3000 Zuschauern. 
Von 2007 bis 2008 war Bangkok United im Stadion ansässig. Von 2015 bis 2017 diente es als Heimspielstätte des Deffo FC. 2020 nutzte der Bangkok FC die Sportanlage.